# Wyszukiwanie informacji
Wyszukiwanie informacji – wybór spośród zbioru wyszukiwawczego informacji, które posiadają relewantną cechę. Wyszukiwanie informacji w zbiorach wyszukiwawczych systemów informacyjno-wyszukiwawczych jest określane poprzez podobieństwo charakterystyki wyszukiwawczej (cech dokumentu) do instrukcji wyszukiwawczej (zadanego wyrażenia). 
Wyszukiwanie informacji może być rozumiane jako odnajdywanie w dużej kolekcji nieustrukturyzowanych dokumentów (zazwyczaj wyrażonych w postaci tekstu w języku naturalnym) dokumentów takich, które spełniają określoną potrzebę informacyjną. Istnieje szereg zastosowań systemów wyszukiwawczych, takich jak wyszukiwanie aktów prawnych, wyszukiwanie książek w bibliotece czy też wyszukiwanie stron WWW .